# 怀化南站
怀化南站位于中国湖南省怀化市鹤城区高堰路附近，于2014年12月16日投入运营。车站候车室面积4000平方米，车站规模为8台19线，其中沪昆场和怀衡场均为3台7线（5、6站台两场公用），2021年12月新开通的张吉怀高铁引入怀邵衡场新增2台4线，引入沪昆场新增1台1线，并新建南候车室及线下候车室。2022年7月1日，怀化南站新候车室正式投入使用。

## 旅客列车目的地
怀化南站每天停靠列车次数共48次，其中始发车19次。截至2017年1月5日，怀化南站列车目的地如下：
| 列車所屬路局 | 目的地                                         |
| ------------ | ---------------------------------------------- |
| 北京铁路局   | 北京西                                         |
| 济南铁路局   | 济南西                                         |
| 广州铁路集团 | 上海虹橋、长沙南、新晃西、广州南、福田、深圳北 |
| 上海铁路局   | 上海虹橋、杭州东                               |

## 交通情况
公交12路：交警一大队——市五医院——麻阳路口——火车站——太平桥——红星路——汽车南站——湖天南路——怀化南站
公交30路：河西——三角坪——红星路——湖天开发区——体育中心——国际汽车城——怀化南站
公交39路：怀化南站——怀化监狱——怀化中医院——市委——银湾小区——市政务中心——党校